# Kirche Elstal

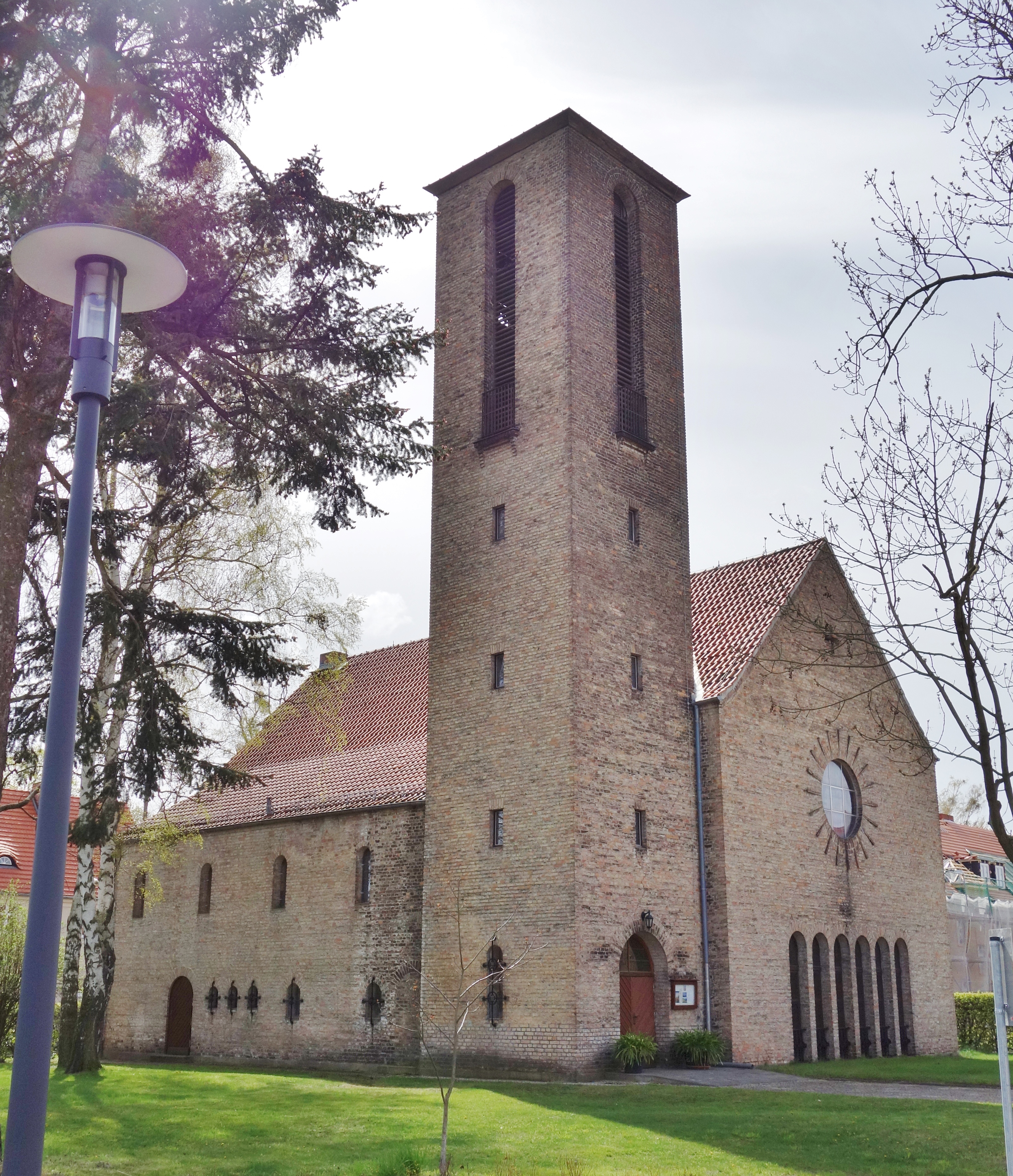
Kirche Elstal

Die evangelische, denkmalgeschützte Kirche Elstal steht in Elstal, einem Ortsteil der Gemeinde Wustermark im Landkreis Havelland von Brandenburg. Die Kirchengemeinde gehört zum Pfarrsprengel Wustermark im Kirchenkreis Falkensee der Evangelischen Kirche Berlin-Brandenburg-schlesische Oberlausitz.

## Beschreibung
Die Grundsteinlegung Saalkirche aus unverputzten Backsteinen fand am 27. September 1936 statt, die Einweihung am 29. August 1937. Sie besteht aus einem Langhaus, das mit einem Satteldach bedeckt ist, und einem Kirchturm auf quadratischen Grundriss an der Nordwest-Ecke. In seinem Glockenstuhl hängen drei Kirchenglocken. Das Portal befindet sich an der Westseite des Kirchturms. Den Westgiebel des Langhauses gliedern sechs schlanke, bodentiefe Rundbogenfenster, ein darüber angeordnetes Rundfenster und eine kreuzförmige Öffnung im Giebeldreieck.
Ein Gemälde von Rudolf Hengstenberg ist der einzige Schmuck des Innenraums. Es zeigt das Gleichnis vom Verlorenen Sohn. Die Orgel mit 19 Registern auf zwei Manualen und Pedal wurde 1937 von Alexander Schuke Potsdam Orgelbau errichtet und 1983 instand gesetzt.